# Vincenzo Vannini
Vincenzo Vannini (15 giugno 1791 – 1873) è stato un architetto e ingegnere italiano.

## Biografia

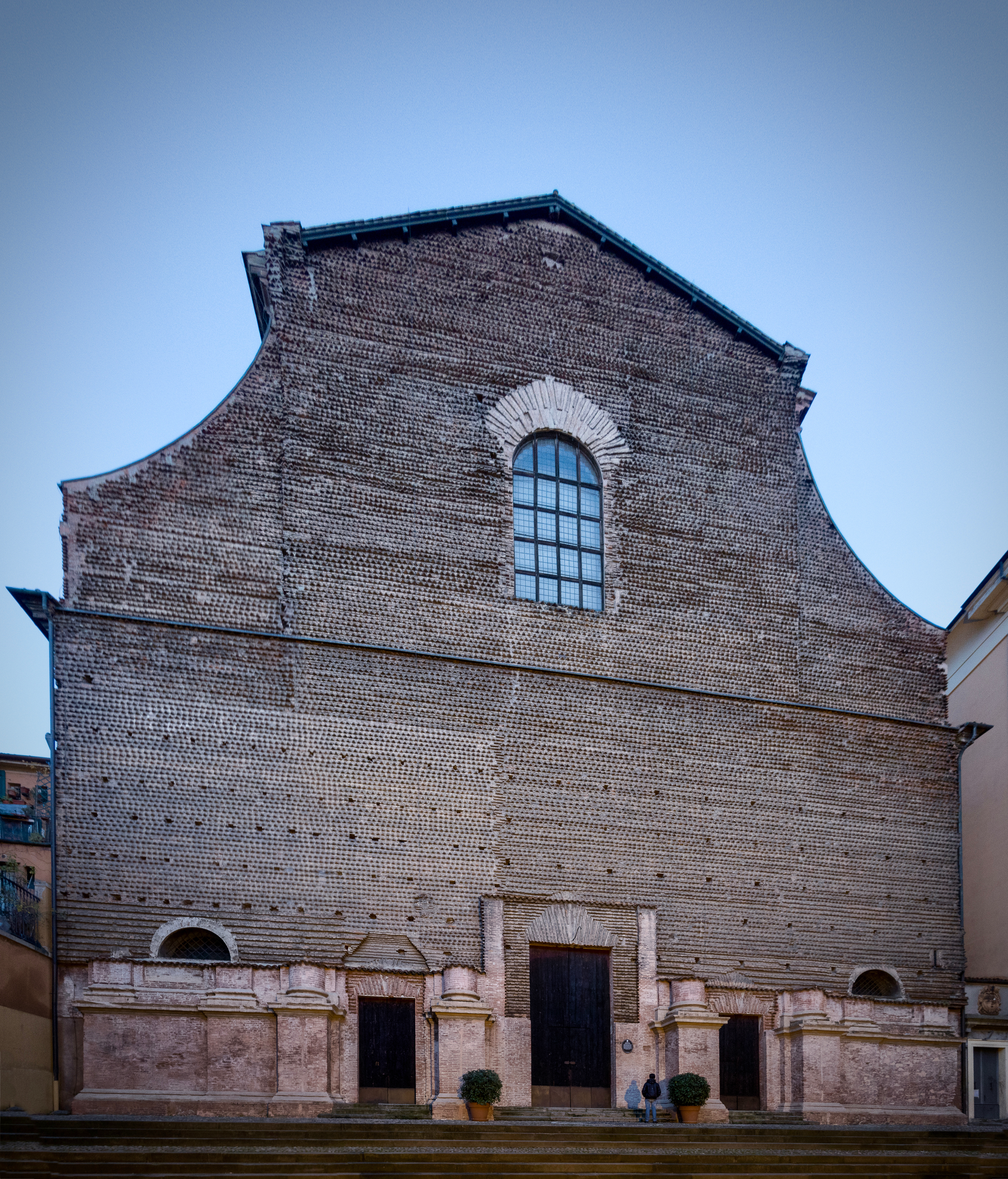
L'ex Chiesa di Santa Lucia

Di origine bolognese, Vincenzo Vannini studia ornato all'Accademia di Belle Arti e matematica all'Università di Bologna.
Architetto e ingegnere, Vannini è autore, nella prima fase della sua carriera, di molti monumenti sepolcrali nella Certosa di Bologna, coadiuvato dai migliori artisti dell'epoca. Nel 1822 realizza con Giovanni Putti un monumento commissionato da Giovanni Fornasari in memoria del figlio Giacomo morto prematuramente. Il monumento Fornasari, nel  Chiostro I o d'Ingresso, è considerato tra i capolavori del cimitero monumentale.
In seguito sarà protagonista di interventi di rifacimento e di restauro in varie chiese bolognesi: nella chiesa di San Ruffillo (1817-19), in San Paolo in Monte all'Osservanza (1828), in San Domenico e nella Chiesa di Santa Maria Maddalena in San Donato (1835).
Nel 1838 curerà, assieme ad Antonio Basoli, il completo rinnovamento degli interni della Chiesa dei Santi Gregorio e Siro, disegnando perfino le inferriate delle cappelle laterali.
La sua carriera si chiuderà nel 1843 con lavori nella chiesa di Santa Lucia in via Castiglione, oggi utilizzata come Aula Magna dall'università bolognese.

## Galleria d'immagini

Monumenti funebri nella Certosa di Bologna
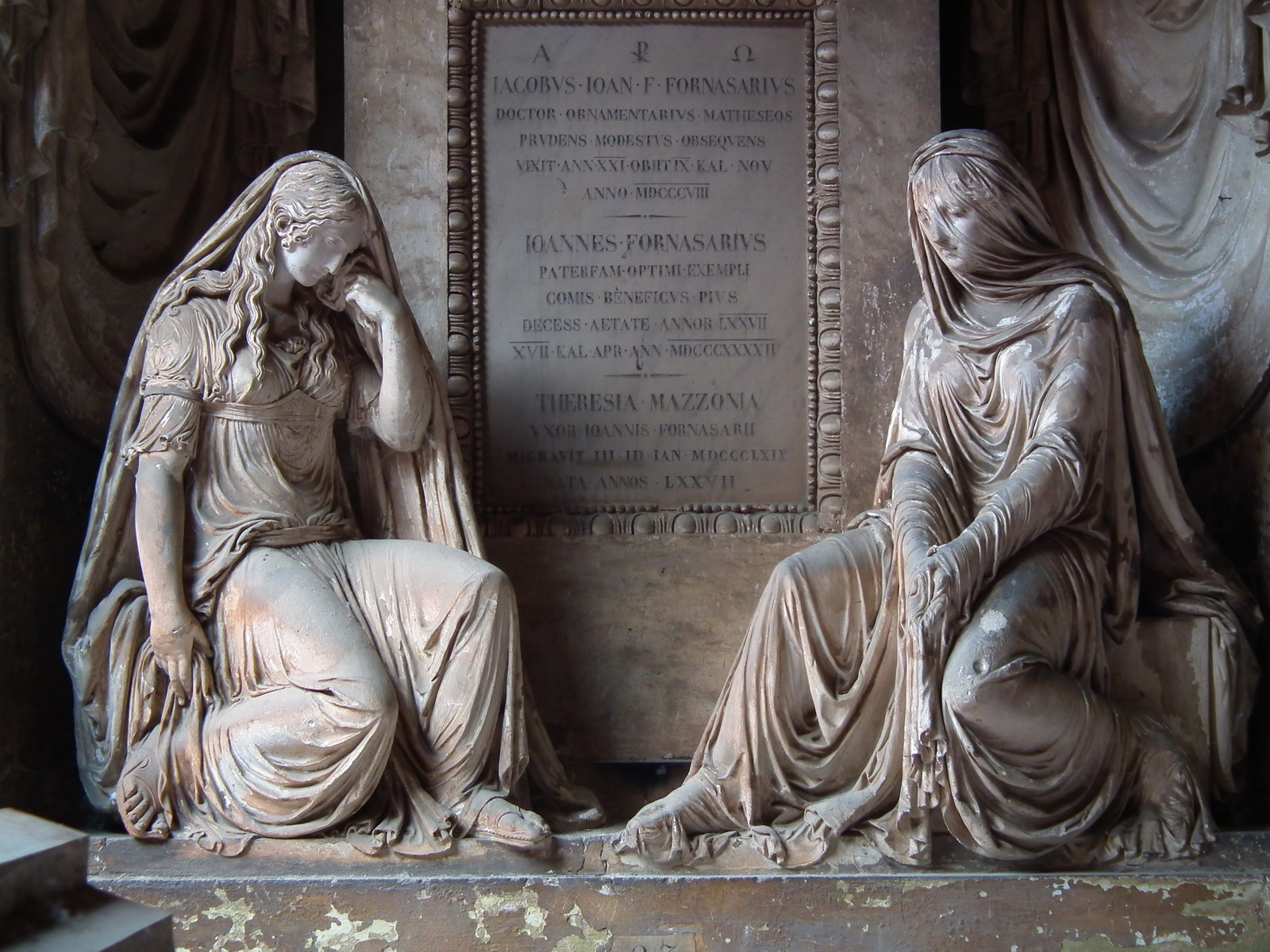
Monumento Fornasari
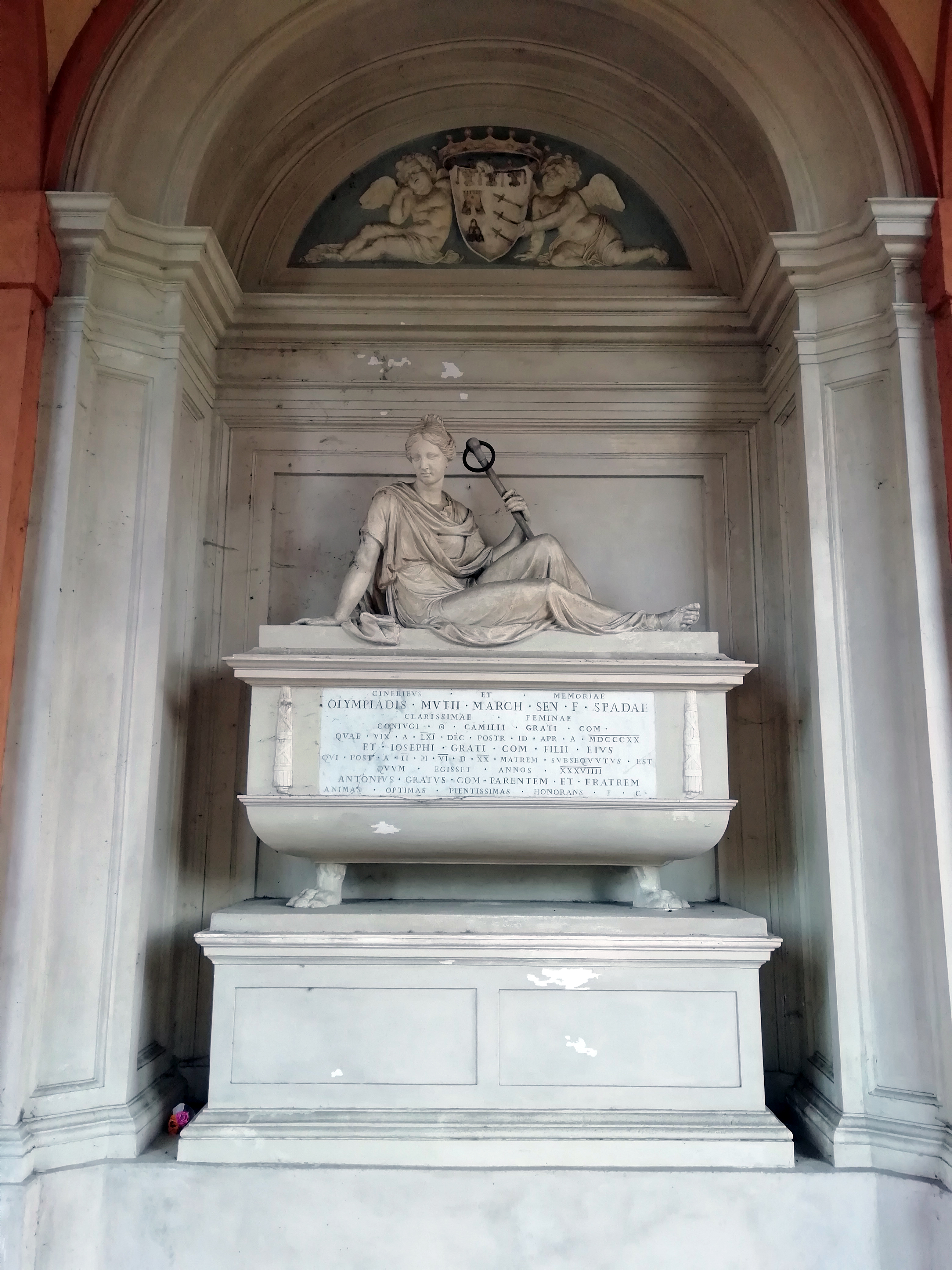
Monumento a Olimpia Spada
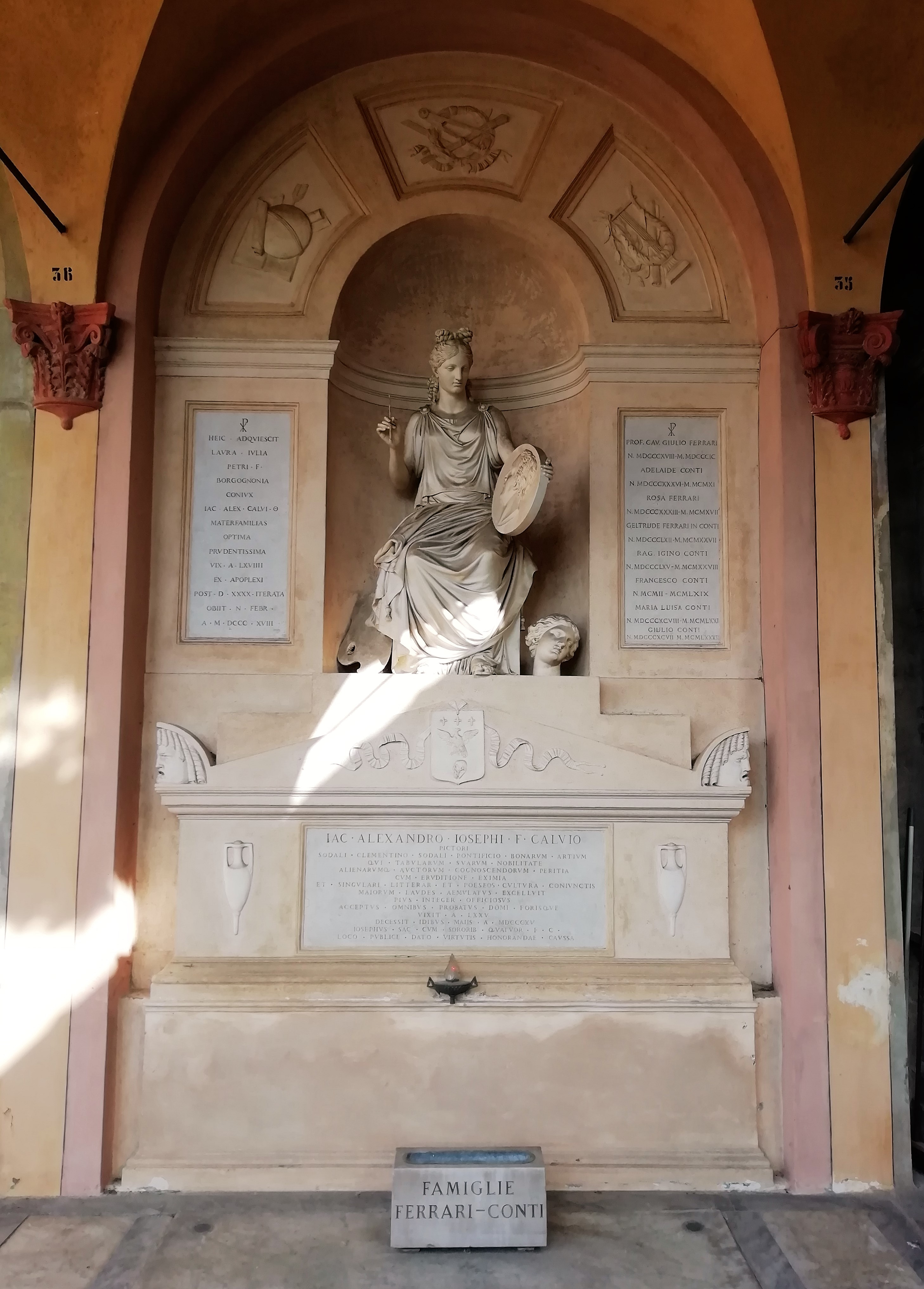
Monumento a Jacopo Alessandro Calvi